# فيكتور أفونسو
فيكتور أفونسو (بالإسبانية: Víctor Manuel Afonso Mateos)‏ (27 أغسطس 1971 بلاس بالماس دي غران كناريا في إسبانيا - ) هو مدرب كرة قدم ولاعب كرة قدم إسباني في مركز الدفاع. لعب مع نادي إيركوليس.

## وصلات خارجية
- فيكتور أفونسو على موقع قاعدة بيانات كرة القدم.إي يو (الإنجليزية)